# Atragon
Kaitei Gunkan (海底軍艦?), titulada en español Agente 04 del  imperio submarino y Atragon en otros países es una película japonesa de ciencia ficción producida y distribuida por Tōhō. Está basada en Kaitō Bōken Kidan: Kaitei Gunkan de Shunrō Oshikawa y Kaitei Ōkoku de Shigeru Komatsuzaki. La película está dirigida por Ishirō Honda, con efectos especiales de Eiji Tsuburaya y protagonizada por Jun Tazaki, Tadao Takashima, Yōko Fujiyama, Yū Fujiki y Ken Uehara. 
La película se estrenó en Japón el 22 de diciembre de 1963.

## Trama
El legendario imperio de Mu reaparece para intentar conquistar el mundo. Mientras los países se unen para resistir, un capitán de la Armada imperial japonesa aislado de la Segunda Guerra Mundial ha creado el buque de guerra más grande jamás visto, y posiblemente la única defensa del mundo de la superficie. 
Una noche, durante una sesión fotográfica en una revista, los fotógrafos Susumu y Yoshito presencian un automóvil viajar hacia el océano. Al hablar con un detective al día siguiente, ven a Makoto Jinguji, hija del fallecido Capitán Imperial Jinguji, quien también es seguida por un personaje sospechoso. El ex almirante retirado Kusumi, ex superior de su padre, se enfrenta a un reportero peculiar que afirma contrariamente que el capitán Jinguji está vivo y trabajando en un nuevo proyecto submarino. Los hilos se encuentran cuando un misterioso taxista, que casi secuestra a Makoto y al Almirante, afirma ser un agente del sumergido Imperio de Mu. Frustrado por los fotógrafos, huye al océano. 
Durante otra visita al detective, un paquete con la inscripción "MU" llega para el Almirante. Dentro hay una película que representa el próspero continente submarino (con su propio "sol" geotérmico) y que exige que el mundo de la superficie capitule y evite que Jinguji complete su submarino Atragon (Gotengo en su versión original japonesa). La ONU se da cuenta de que Atragon puede ser la única defensa del mundo y solicita que el almirante Kosumi apele a Jinguji. Al mismo tiempo, el acosador de Makoto es arrestado y se descubre que es un oficial naval bajo Jinguji. Él acepta llevar al equipo a la base de Jinguji, pero se niega a revelar su ubicación. Después de varios días de viaje, el equipo llega a una isla tropical habitada solo por las fuerzas de Jinguji y encerrando un vasto muelle subterráneo. 
Finalmente, el Capitán Jinguji saluda a los visitantes, aunque es frío con su hija y enfurecido por el atractivo de Kusumi. Él construyó Atragon, explica, como un medio para restaurar el Imperio del Japón después de su derrota en la Segunda Guerra Mundial, e insiste en que no se use para ningún otro propósito. Makoto huye enojada, para luego ser consolada por Susumu. La prueba de Atragon es un éxito, el submarino fuertemente blindado incluso se eleva fuera del agua y vuela por la isla. Susumu reprocha al capitán su negativa egoísta de ayudar al mundo. Después de que Makoto y Susumu son secuestrados por el periodista, y la base queda paralizada por una bomba, Jinguji acepta la solicitud de Kusumi y prepara a Atragon para la guerra contra Mu. 
El Imperio Mu ejecuta un ataque devastador en Tokio y amenaza con sacrificar a sus prisioneros a la monstruosa deidad Manda si aparece Atragon. Aparece el supersubmarino, persiguiendo un submarino de Mu hasta la entrada del Imperio en las profundidades del océano. Mientras tanto, Susumu y los otros prisioneros escapan de su celda y secuestran a la Emperatriz de Mu. Manda los detiene, pero pronto son rescatados por Atragon, que luego ataca a la serpiente y la congela usando el "Cañón cero absoluto". Jinguji ofrece escuchar términos de paz, pero la orgullosa Emperatriz se niega. Luego, el Capitán avanza con Atragon hacia el corazón de la sala de poder del Imperio y congela su maquinaria geotérmica. Esto resulta en una explosión cataclísmica visible incluso para aquellos en la cubierta del submarino emergido. Con su imperio muriendo, la Emperatriz Mu abandona el Atragon y, Jinguji y compañía, observando, nada en la conflagración.

## Reparto
- Jun Tazaki como Capitán Hachiro Jinguji.
- Tadao Takashima como Susumu Hatanaka.
- Yōko Fujiyama como Makoto Jinguji.
- Ken Uehara como Contralmirante Kusumi.
- Yū Fujiki como Yoshito Nishibe.
- Kenji Sahara como Umino.
- Hiroshi Koizumi como el detective Ito.
- Akihiko Hirata como Agente de Mu #23.
- Hideyo Amamoto como Sumo Sacerdote de Mu.
- Tetsuko Kobayashi como Emperatriz de Mu.

## Producción
Atragon se basa libremente en Kaitei Gunkan de Shunrō Oshikawa y Kaitei Ōkoku de Shigeru Komatsuzaki. Komatsuzaki también se desempeñó como diseñador no acreditado de la película, como lo hizo con The Mysterians y Battle in Outer Space.
El guionista Sekizawa escribió una escena en la que Jinguji se enteró del secuestro de su hija y estaba dispuesto a sacrificarla para salvar el mundo, lo que desencadenó una discusión entre Jinguji y Kosumi. El director Honda decidió cortar esto porque vio la historia como una parábola de problemas globales en lugar de problemas personales. El productor Tanaka también insistió en que un monstruo, Manda, se incluyera en la película.
Honda no tenía idea de a quién elegir como la emperatriz de Mu, pero conoció a Tetsuko Kobayashi por casualidad, quien estaba trabajando en un programa de televisión en el lote de Toho. Honda la encontró "trabajadora y muy enérgica". Kobayashi también se aplicó el maquillaje de la Emperatriz.
El cronograma de producción de la película fue más corto de lo habitual, con una producción que comenzó el 5 de septiembre de 1963, dirigida a un estreno en diciembre de ese mismo año. Esto dio como resultado que el director de efectos Eiji Tsuburaya redujera algunos efectos. Originalmente, Honda quería mostrar ciudades y áreas residuales para el Imperio Mu, pero no tenía suficiente dinero en el presupuesto.

## Lanzamiento
Atragon se estrenó en Japón el 22 de diciembre de 1963. Se convirtió en la decimotercera película nacional más taquillera del año, recaudando ¥ 175 millones.

## Otras apariciones
Más tarde, Manda apareció en la película de Godzilla de 1968, Kaijū Sōshingeki. Manda y el Gotengo, la versión original y actualizada, aparecieron en Godzilla: Final Wars. La banda escocesa de metal Atragon tomó su nombre de la película.